# Neige (Maxence Fermine)
Pour les articles homonymes, voir Neige (homonymie).
Neige est le premier roman de Maxence Fermine. Paru en 1999, il raconte l'histoire de Yuko Akita, un jeune homme japonais, qui compose des haïkus.

## Roman
Roman initiatique (conte ou fable) racontant le périple d'un jeune homme en quête d'apprentissage poétique qui commence à Hokkaido : « Un jour d’avril 1884, Yuko eut dix-sept ans […]. Père, dit-il le matin de son anniversaire […], je veux devenir poète. »
Le poète de la cour Meiji recommande au jeune homme de suivre les cours de Sōseki. Yuko est en quelque sorte prisonnier du blanc du nord du Japon et se qualifie lui-même de « poète de la neige ».
Le texte accompagne la traversée du Japon du nord au sud, avec surtout la description des Alpes japonaises, adret et ubac. Le périple de Yuko le ramène finalement du sud à Hokkaido au bout de trois années. Les Alpes japonaises sont le lieu de la tempête et de la découverte fascinante du corps de Neige, une jeune femme funambule dont le fil tendu au-dessus des montagnes s'est cassé, ce que l'on apprend ensuite par le récit de Horoshi.

## Structure du texte
On trouve trois parties et cinquante-quatre chapitres, très courts comme des haikus, qui développent la litanie du blanc et évoquent l'art d'écrire : « Écrire dans le vent, c'est avancer mot à mot sur un fil de beauté… » (chap. 40, p. 80).

## Personnages
- Yuko Akita : jeune poète fasciné par la neige dont il tire des haïkus, petits poèmes de trois vers et de dix-sept syllabes.
- Père de Yuko : prêtre, anxieux au début du roman pour son fils et son rêve de poésie
- Sōseki : maître poète, réputé pour son talent, expert en l'art de la peinture, de la calligraphie, et de la musique.
- Neige : funambule parisienne, partie avec son cirque pour le Japon où elle rencontra Sōseki, son futur amour. Elle meurt lors d'une traversée sur un fil tendu entre deux montagnes. Son corps prisonnier sous la glace est retrouvé par Yuko, puis par Sōseki guidé par ce dernier, qui pourra donc mourir à ses côtés.
- Flocon du printemps : fille de Neige et Sōseki. Elle se marie avec Yuko.
- Horoshi, l'ami de Sōseki : serviteur de Sōseki, il devient l'ami et confident de Yuko (et de Neige).
- Haut dignitaire de la cour Meiji : poète renommé et ancien disciple de Sōseki.